# National Catholic Reporter
O National Catholic Reporter (NCR) é um jornal dos EUA que se debruça sobre questões relacionadas com a Igreja Católica Romana. Com sede em Kansas City, Missouri, o jornal foi fundado por Robert Hoyt em 1964.  Hoyt queria trazer os padrões profissionais de reportagem secular à imprensa que cobre notícias católicas, dizendo que "se o prefeito de uma cidade possuir o seu único jornal, os seus cidadãos não aprenderão o que precisam e merecem saber sobre seus assuntos".  O jornal, que opera fora da autoridade da Igreja Católica, é de propriedade independente e é dirigida  por um conselho de diretores laicos. 
O National Catholic Reporter apresenta-se a si mesmo como  " a única voz católica alternativa significativa",  para católicos e outros que lutam com as complexas questões morais e sociais desta época, "promovendo a tolerância e o respeito por ideias diferentes".  O NCR diz pretender " ligar os católicos à igreja, à fé e ao bem comum com notícias, análises e reflexões espirituais independentes.", seguindo o espírito do Concílio Vaticano II. 